# Matt Judon
Matthew Judon (Baton Rouge, 15 agosto 1992) è un giocatore di football americano statunitense che milita nel ruolo di linebacker per gli Atlanta Falcons della National Football League (NFL).

## Carriera

### Baltimore Ravens
Al college, Judon giocò a football alla Grand Valley State University dal 2011 al 2015. Fu scelto nel corso del quinto giro (146º assoluto) nel Draft NFL 2016 dai Baltimore Ravens. Nella sua stagione da rookie disputò 14 partite, nessuna delle quali come titolare, mettendo a segno 40 tackle e 4 sack.
Nell'undicesimo turno della stagione 2017, Judon mise a segno 7 tackle e 2 sack sul quarterback dei Green Bay Packers Brett Hundley nella vittoria esterna per 23-0, venendo premiato come miglior difensore dell'AFC della settimana.
Alla fine  della stagione 2019 Judon fu convocato per il suo primo Pro Bowl dopo avere messo a segno 54 tackle e un nuovo primato personale di 9,5 sack. Il 16 marzo 2020 i Ravens applicarono sul giocatore la franchise tag. A fine stagione fu convocato per il suo secondo Pro Bowl (non disputato a causa della pandemia di COVID-19) dopo avere fatto registrare 50 placcaggi e 6 sack.

### New England Patriots
Il 15 marzo 2021 Judon firmò con i New England Patriots un contratto quadriennale del valore di 56 milioni di dollari. A fine stagione fu convocato per il suo terzo Pro Bowl dopo avere fatto registrare un nuovo primato personale di 12,5 sack.
Nella settimana 5 della stagione 2022 Judon mise a segno 2 sack e un fumble forzato nella vittoria per 29-0 sui Detroit Lions, venendo premiato come difensore della AFC della settimana. Altri due li fece registrare nella vittoria del nono turno sugli Indianapolis Colts, salendo a quota 10,5 in stagione, leader della NFL fino a quel momento. A fine stagione fu convocato per il suo quarto Pro Bowl dopo essersi classificato quarto nella lega con 15,5 sack.
Prima della stagione 2023 Judon fu valutato al 33º posto della classifica dei 100 miglior giocatori della stagione. Il 4 agosto 2023 Judon firmò un aggiustamento contrattuale con i Patriots che gli riconosceva 14 milioni di dollari garantiti in più. Il 14 ottobre 2023, dopo aver subito un infortunio al bicipite nella gara di settimana 4 contro i Dallas Cowboys, Judon fu spostato nella lista riserve/infortunati. Terminò quindi anzitempo l'annata con solo quattro presenze e 4,0 sack.

### Atlanta Falcons
Il 14 agosto 2024 Judon fu scambiato con gli Atlanta Falcons per una scelta del terzo giro del Draft 2025.

## Palmarès
- Convocazioni al Pro Bowl: 4

2019, 2020, 2021, 2022
- Difensore dell'AFC della settimana: 2

11ª del 2017, 5ª del 2022

## Vita privata
Nel 2021, quando la NFL aggiornó le regole della numerazione di maglia permettendo ai linebacker di indossare anche i numeri ad una cifra, Judon cambiò numero scegliendo il 9, già indossato al college, per onorare i suoi nove tra fratelli e sorelle.